# 青山镇 (商南县)
青山镇，是中华人民共和国陕西省商洛市商南县下辖的一个乡镇级行政单位。

## 行政区划
青山镇下辖以下地区：
新庙村、吉亭村、阳坪村、马蹄店村、草荐村、上河村、青山村、花园村、白龙村和跃进村。